# 白石村 (熊本県)
白石村（しろいしむら）は、熊本県の北部に位置していた村。

## 地理
- 河川：千間江湖川

## 歴史
- 1889年4月1日 - 町村制施行により並建村、畠口村との町村組合による行政。
- 1955年4月1日 - 八分字村、藤富村、浜田村、並建村、畠口村と新設合併し、飽田村発足。